# Asfixia por gas inerte
La asfixia por gas inerte es una forma de asfixia resultado de respirar un gas fisiológicamente inerte en una cantidad baja o nula de oxígeno en lugar del aire atmosférico (el cual está en gran parte compuesto de nitrógeno y oxígeno). Algunos ejemplos de gases fisiológicamente inertes que han causado muertes accidentales o deliberadas por este mecanismo, son el argón, el helio, el nitrógeno y el metano. El término "fisiológicamente inerte" se usa para indicar un gas que no tiene propiedades tóxicas o anestésicas y no actúa sobre el corazón o la hemoglobina. En cambio, el gas actúa como un diluyente simple para reducir la concentración de oxígeno en el gas inhalado y la sangre a niveles peligrosamente bajos, lo que eventualmente priva a todas las células del cuerpo de oxígeno.
Según la Comisión de Seguridad Química de Estados Unidos, en los seres humanos, "respirar una atmósfera deficiente en oxígeno puede tener efectos graves e inmediatos, incluida la pérdida del conocimiento después de solo una o dos respiraciones. La persona expuesta no tiene ningún aviso y no puede sentir que el nivel de oxígeno es demasiado bajo." En los Estados Unidos, al menos 80 personas murieron debido a asfixia accidental por nitrógeno entre 1992 y 2002. Los peligros de los gases inertes y los riesgos de asfixia están bien establecidos.
Una causa ocasional de muerte accidental en humanos, la asfixia por gas inerte con gases como helio, nitrógeno, metano y argón, se ha utilizado como método de suicidio. La asfixia por gas inerte ha sido defendida por los defensores de la eutanasia, utilizando un dispositivo de capucha de plástico que retiene gas al que se conoce coloquialmente como bolsa de suicidio.
La asfixia por nitrógeno ha sido adoptada como una nueva forma de ejecutar la pena de muerte. En abril de 2015, la gobernadora de Oklahoma, Mary Fallin, firmó un proyecto de ley autorizando la asfixia por nitrógeno como un método de ejecución alternativo en casos donde el método primario de inyección letal del estado no estuviese disponible. En marzo de 2018, el fiscal general de Oklahoma Mike Hunter y director de correccionales Joe M. Allbaugh anunciaron planes para implementar ejecuciones con nitrógeno, pero luego de luchar durante años para diseñar un protocolo de ejecución por nitrógeno, el estado anunció en febrero de 2020 que abandonaría el proyecto y reanudaría las ejecuciones mediante inyección letal.

## Proceso
Cuándo los humanos respiran un gas asfixiante, como nitrógeno puro, helio, neón, argón, metano, o cualquier otro gas fisiológicamente inerte, exhalan dióxido de carbono sin reabastecimiento de oxígeno. Los gases fisiológicamente inertes (los que no tienen ningún efecto tóxico, pero meramente diluyen el oxígeno) generalmente carecen de olor y gusto. Consiguientemente, el sujeto humano detecta poca sensación anormal a medida que el nivel de oxígeno cae. Esto conduce a la asfixia (muerte por carencia de oxígeno) sin la dolorosa y traumática sensación de ahogo (la respuesta de alarma hipercápnica, que en los seres humanos surge principalmente por el aumento de los niveles de dióxido de carbono), o los efectos secundarios del envenenamiento. En los accidentes de buceo con reciclador, a menudo hay poca sensación, sin embargo, una disminución lenta en el contenido de oxígeno respirable tiene efectos bastante variables. Por el contrario, respirar gas inerte puro repentinamente causa que los niveles de oxígeno en la sangre caigan precipitadamente y puede llevar a la inconsciencia en pocas respiraciones, sin ningún síntoma.
Algunas especies de animales están mejor equipadas que los humanos para detectar hipoxia, y estas especies se sienten más incómodas en ambientes con poco oxígeno que resultan de la exposición a gases inertes; sin embargo, la experiencia es todavía menos aversiva que la exposición al CO2.

## Fisiología
Un ser humano típico respira entre 12 y 20 veces por minuto a una velocidad influenciada principalmente por la concentración de dióxido de carbono, y por lo tanto, el pH en la sangre. Con cada respiración, se intercambia un volumen de aproximadamente 0.6 litros de una capacidad pulmonar activa (capacidad corriente + capacidad residual funcional) de aproximadamente 3 litros. La atmósfera de la tierra normal tiene aproximadamente 78% de nitrógeno, 21% de oxígeno, y 1% de argón, dióxido de carbono, y otros gases. Después de dos o tres respiraciones de nitrógeno, la concentración de oxígeno en los pulmones sería lo suficientemente baja para que algo de oxígeno que ya está en el torrente sanguíneo se intercambie de nuevo a los pulmones y sea eliminado por exhalación..
La pérdida del conocimiento en los casos de asfixia accidental pueden ocurrir dentro 1 minuto. La pérdida del conocimiento es resultado de una hipoxia crítica, cuando la saturación de oxígeno arterial es inferior al 60%. "A concentraciones de oxígeno [en el aire] del 4 al 6%,  hay pérdida del conocimiento en 40 segundos y muerte en pocos minutos". A una altitud de más de 13,000 metros, donde la concentración de oxígeno ambiental es equivalente a una concentración de 3.6% al nivel de mar, una persona promedio puede realizar tareas de vuelo de manera eficiente durante solo 9 a 12 segundos sin suplementos de oxígeno. La Fuerza Aérea de los Estados Unidos entrena a las tripulaciones aéreas para que reconozcan sus signos subjetivos de hipoxia. Algunas personas experimentan dolor de cabeza, mareos, fatiga, náuseas y euforia, y algunos pierden el conocimiento sin previo aviso.
La pérdida de conocimiento puede ir acompañada de convulsiones y va seguida de cianosis y paro cardíaco. Aproximadamente 7 minutos de privación de oxígeno causan la muerte del tronco del encéfalo. [cita requerida]
El Instituto de Medicina Aeronáutica de la RAF (EN) realizó un estudio en el que se pidió a los sujetos que hiperventilaran en una atmósfera de nitrógeno. Entre los resultados: "Cuándo la duración de la ventilación excesiva con nitrógeno fue superior a 8-10 segundos, el sujeto informó una atenuación transitoria de la visión. En los experimentos en los que la respiración de nitrógeno se llevó a cabo por 15-16 segundos, el sujeto experimentó nubosidad de la consciencia y alteración de la visión. En estos experimentos, la visión se perdía frecuentemente durante un breve periodo. En los pocos experimentos en los que el nitrógeno se respiró durante 17-20 segundos, sobrevino la pérdida del conocimiento y la mayoría de las veces fue acompañada por una convulsión generalizada. El intervalo entre la ventilación excesiva con nitrógeno y el inicio de los síntomas fue entre los 12 y los 14 segundos." El estudio no informó cuánta incomodidad sintieron los sujetos.

## Sacrificio de animales

### Relación con la matanza en atmósfera controlada
La Matanza en atmósfera controlada (CAK por sus siglas en inglés) o el aturdimiento en atmósfera controlada (CAS por sus siglas en inglés) es un método para sacrificar animales como pollos o sapos de caña colocándolos en un contenedor cuya atmósfera carece de oxígeno y contiene un gas asfixiante (argón, nitrógeno o dióxido de carbono), causando que los animales pierdan el conocimiento. El argón y el nitrógeno son componentes importantes  de un proceso de gaseado sin dolor, y por esta razón muchos consideran que algunos tipos de matanza en atmósfera controlada son más humanos que otros métodos de matanza. Aun así, el "aturdimiento" a menudo se realiza con dióxido de carbono. Si se utiliza dióxido de carbono, la matanza en atmósfera controlada no es lo mismo que la asfixia por gas inerte, ya que el dióxido de carbono en concentraciones altas (encima 5%) no es biológicamente inerte, sino que es tóxico y produce angustia inicial en algunas especie animales. La adición de dióxido de carbono tóxico a las atmósferas hipóxicas en el sacrificio de animales sin angustia es un asunto complejo y muy específico de especies, lo cual también depende de la concentración de dióxido de carbono.

## Eutanasia de animales
Los animales buceadores como ratas, visones y animales excavadores son sensibles a las atmósferas con poco oxígeno y (a diferencia de los humanos) las evitarán, haciendo que las técnicas puramente hipóxicas sean posiblemente inhumanas para ellos.[cita requerida] Por esta razón, el uso de atmósferas de gas inerte (hipóxicas, sin CO2) para la eutanasia es específico para ciertas especies.

## Muertes y daños accidentales
La asfixia por nitrógeno accidental es un posible peligro donde se usan grandes cantidades de nitrógeno. El nitrógeno causa varias muertes al año en los Estados Unidos, y se afirma que causa más muertes que cualquier otro gas industrial. En un accidente en 1981, poco antes del lanzamiento de la primera misión de Transbordador espacial, cinco técnicos perdieron el conocimiento y dos de ellos murieron luego de entrar al compartimiento de popa del Orbiter.  Se había utilizado nitrógeno para eliminar el oxígeno del compartimento para evitar un incendio. No llevaban bolsas de aire debido a un cambio de último minuto en los procedimientos de seguridad.
Durante una fiesta de piscina en México en 2013, ocho asistentes a la fiesta quedaron inconscientes y un hombre de 21 años quedó en coma luego de que se vertiera nitrógeno líquido en la piscina.
Se han reportado muertes ocasionales por inhalación recreativa de helio, pero son muy raras por inhalación directa de globos pequeños. Se ha informado que la inhalación de globos grandes de helio ha sido fatal.  Una caída fatal de un árbol ocurrió luego de inhalar helio de un globo de juguete, lo cual causó que la persona perdiese el conocimiento o se marease.
En 2015, un técnico en un balneario se asfixió mientras realizaba una crioterapia sin supervisión utilizando nitrógeno.

## Suicidio
El uso de gas inerte para suicidios fue propuesto por primera vez por un canadiense, el Dr. Bruce Dunn. Dunn comentó que, "...La adquisición de un cilindro de gas comprimido, un regulador de reducción de presión apropiado, y un equipo de administración adecuado... no era inaccesible para un individuo determinado, pero era relativamente difícil de adquirir para un miembro del público casualmente o rápidamente." Dunn Colaboró con otros investigadores, en particular el activista canadiense, John Hofsess, quién en 1997 formó el grupo "NuTech" junto con Derek Humphry y Philip Nitschke. Dos años más tarde, NuTech había simplificado el trabajo de Dunn mediante el uso de cilindros de helio para globos de fiesta fáciles de adquirir.
El método del suicidio basado en la autoadministración de helio en una bolsa, cuyo nombre coloquial es "bolsa de salida " o bolsa de suicidio, ha sido mencionado por algunos grupos de defensa de la eutanasia médica. Originalmente dichas bolsas se usaban con helio y se reportaron 30 muertes con el uso de estas entre 2001 y 2005, y otras 79 entre 2005 y 2009. Esto sugirió a un grupo de revisores que la popularidad de la técnica estaba aumentando, al igual que aumentaron los suicidios con helio en Suecia durante la segunda mitad de la misma década.
Después de que las autoridades intentaran controlar las ventas de helio en Australia, se introdujo un nuevo método que utiliza nitrógeno. El nitrógeno se convirtió en el gas principal promovido por los defensores de la eutanasia, como Philip Nitschke, quién fundó una compañía llamada Max Dog Brewing para importar botes de nitrógeno a Australia. Nitschke declaró que los cilindros de gas pueden ser utilizados tanto para la elaboración de cerveza, como, si  es necesario, para acabar con la vida en una etapa tardía en una manera "pacífica, fiable y totalmente legal". Nitschke dijo que el nitrógeno es "indetectable incluso en la autopsia, lo cual era importante para algunas personas".

## Pena de muerte
La ejecución mediante asfixia por nitrógeno fue discutida brevemente como método teórico para aplicar la pena de muerte en un artículo de 1995 de la revista National Review. La idea fue propuesta por Lawrence J. Gist II, un abogado, bajo el título "Proyecto Internacional de Hipoxia Humanitaria".
En un documental televisado en 2007, el comentarista político británico y exdiputado Michael Portillo examinó las técnicas de ejecución utilizadas alrededor del mundo y las encontró insatisfactorias; su conclusión fue que la asfixia por nitrógeno sería el mejor método.
En abril de 2015, la gobernadora de Oklahoma Mary Fallin firmó un proyecto de ley permitiendo la asfixia por nitrógeno como un método alternativo de ejecución.  Tres años después, en marzo de 2018, Oklahoma anunció que, debido a la dificultad de conseguir fármacos para la inyección letal, se utilizaría nitrógeno para realizar ejecuciones. En marzo de 2018, Alabama se convirtió en el tercer estado (junto con Oklahoma y Misisipi) en autorizar el uso de asfixia por nitrógeno como método de ejecución.
En el caso Bucklew contra Precythe, resuelto el 1 de abril de 2019, la Corte Suprema de los Estados Unidos dictaminó que un reo condenado a muerte en Misuri no podría evitar la muerte por inyección letal y elegir la asfixia por nitrógeno, ya que esta nunca ha sido utilizada en ninguna ejecución en el mundo.
Después de luchar durante años para diseñar un protocolo de ejecución mediante nitrógeno, Oklahoma anunció en febrero de 2020 el abandono al proyecto luego de encontrar una nueva fuente fiable de fármacos para la inyección letal.
En 2021, el Departamento Correccional de Alabama anunció que había construido una instalación en Holman para llevar a cabo ejecuciones mediante hipoxia de nitrógeno. La primera ejecución por este método se realizó el 25 de enero de 2024al reo Kenneth Eugene Smith.